# Talbot Baby
La Talbot Baby est une automobile de grand tourisme dotée d'un moteur à six cylindres, mise sur le marché par le constructeur français Talbot en 1936. Ce modèle se déclinait en trois configurations de carrosserie proposées de manière standard : un coach, désignant une berline à deux portes et quatre places ; un cabriolet à deux portes et quatre places ; et enfin un cabriolet à deux portes et deux places, ce dernier étant davantage orienté vers une esthétique épurée et sportive. Cette création marque l’une des premières innovations notables de Talbot, postérieure à l’acquisition de sa branche française, issue du consortium anglo-français Sunbeam-Talbot-Darracq, par le dynamique entrepreneur Anthony Lago en 1935. Cette reprise permit un renouveau technique et stylistique au sein de l’entreprise. Toutefois, le rythme de production connut un ralentissement manifeste dès les prémices de la Seconde Guerre mondiale, pour s’interrompre entièrement au milieu de l’année 1942. Cette cessation fut provoquée par la reconversion des installations manufacturières de l’usine de Suresnes, dès lors affectées aux impératifs de l’effort de guerre.
En juin 1951, l’appellation « Talbot Baby » fut ressuscitée pour désigner une déclinaison à moteur quatre cylindres du modèle T26, récemment remanié par la société. Cependant, dans le cadre de l’agonie financière prolongée de cette entreprise, le nombre de véhicules ainsi nommés qui virent le jour après le conflit mondial demeura fort restreint. En effet, seule une poignée fut assemblée au cours de cette période, avec une production limitée à quatre exemplaires en l’année 1953, laquelle marqua l’ultime échéance de la fabrication de ce modèle.

## Contexte et lancement
Dans le sillage des retombées consécutives à la déconfiture et au démantèlement du consortium anglo-français Sunbeam-Talbot-Darracq en 1935, la section hexagonale de cette entreprise fut acquise par Anthony Lago, un ingénieur et entrepreneur d’origine vénitienne, lequel avait bâti l’essentiel de sa carrière dans l’industrie automobile anglaise au cours des années 1920. L’entité nouvellement détenue par Lago reçut pour dénomination officielle « Automobiles Talbot-Darracq SA ». Cependant, dans les sphères anglophones, cette société devint généralement désignée sous l’appellation « Talbot-Lago ». Sur le territoire national, les automobiles produites conservèrent, à cette époque, l’usage du nom « Talbot », arborant un écusson en vigueur depuis 1922, année où le suffixe « -Darracq » avait été omis des dénominations employées en France. Après les affres de la Seconde Guerre mondiale, il advint que les sources, même dans l’Hexagone, employassent de plus en plus fréquemment une variante combinée des noms, usant de l’appellation « Talbot-Lago ».
Après l’acquisition de la société en 1935, Lago s’appliqua diligemment à l’élaboration d’une série de véhicules d’apparat et de sport, fruits d’un dessein réfléchi et d’une ingénierie ambitieuse. Cette gamme de voitures de promenade fut ultérieurement parachevée par l’introduction de modèles spécifiquement conçus pour la course, accompagnée d’un programme rigoureusement établi de compétitions automobiles de prestige.
Le modèle Talbot Baby fut dévoilé au grand public pour la toute première fois au cours de l'année 1936.

## Châssis
Le châssis, avec ses 2 950 mm d’empattement, se révélait en réalité être une déclinaison abrégée du châssis de 3 200 mm qui équipait les berlines et limousines dites « Cadette » et « Major », plus imposantes, produites par le constructeur. L’appellation « Baby » n’altérait en rien la réalité que ces véhicules à châssis raccourci demeuraient des automobiles considérables au regard des normes en vigueur à l’époque et dans cette région. Ces véhicules, bien que dénommés avec une apparente légèreté, se distinguaient par des proportions respectables et un poids qui témoignaient de leur robustesse et de leur envergure mécanique.
Le volant et l'estrade du conducteur étaient implantés à dextre du véhicule, conformément à une norme quasi universelle chez les carrossiers européens deux décennies auparavant, mais désormais jugée archaïque dans les nations où la circulation s'effectuait sur la droite. Le train avant était doté d'une suspension indépendante par ressort à lames transversal, tandis que le train arrière reposait sur un essieu rigide suspendu à des ressorts à lames longitudinaux. La motricité était transmise aux roues postérieures par l'intermédiaire d'une boîte de vitesses mécanique à quatre rapports, avec la possibilité, moyennant un surcoût non négligeable (4 200 francs en 1937), d'opter pour une boîte de vitesses pré-sélective Wilson.

## Moteurs
La Talbot Baby était équipée de moteurs à six cylindres, déclinés en deux configurations distinctes : une unité de 3,0 litres (2 996 cm³) et une autre de 4,0 litres (3 996 cm³). Ces deux motorisations partageaient une course de piston identique, fixée à 104,5 mm, mais se différenciaient par leur diamètre d’alésage, respectivement de 78 mm et 90 mm. Ces spécifications mécaniques permettaient de classer les véhicules dans les catégories fiscales de 17 chevaux-vapeur (CV) et 23 CV, selon les conventions administratives en vigueur à cette époque. Par conséquent, ces modèles étaient parfois simplement désignés sous les appellations de Talbot Baby 17 CV et Talbot Baby 23 CV, conformément aux usages courants. L’année suivante, lors du Salon de l’automobile de Paris de 1937, la gamme s’enrichit d’une nouvelle variante : la Talbot Baby 15 CV, également appelée Talbot Baby-Quinze. Ce modèle conservait l’empattement et les options de carrosserie des autres véhicules de la série, mais s’illustrait par un moteur dont l’alésage avait été réduit davantage, portant la cylindrée à 2,7 litres (2 696 cm³). Cette dernière version se positionnait ainsi dans la catégorie fiscale des 15 CV. Les puissances nominales maximales des motorisations étaient estimées à 75 chevaux (55 kW) pour le moteur de 15 CV, 90 chevaux (66 kW) pour celui de 17 CV, et 105 chevaux (77 kW) pour la version 23 CV. Toutefois, Talbot adoptait une approche prudente et rigoureuse en mesurant ces performances à environ 90 % du régime maximal des moteurs, gage de fiabilité et de durabilité. Il est donc permis de conjecturer qu’un moteur sollicité à son régime maximal eût probablement produit une puissance légèrement supérieure à ces valeurs nominales, bien que Talbot s’abstînt d’en faire état officiellement. Ainsi, la Talbot Baby se présente comme une synthèse harmonieuse d’innovation technique et de sophistication mécanique, répondant aux exigences fiscales et aux aspirations des amateurs éclairés de l’automobile de cette époque.
Dans la berline à deux portières, façonnée en une carrosserie d’acier d’apparat dite « coach », les vitesses terminales des déclinaisons 15 CV, 17 CV et 23 CV de la Baby s’établissaient respectivement à 130, 135 et 145 km/h. Il est à noter que des allures supérieures furent parfois relevées pour les véhicules arborant une carrosserie allégée.

## Carrosserie
La carrosserie de série de la Baby était une berline sportive à deux portes et quatre places, entièrement réalisée en acier. Ce modèle, disponible à partir de 56 940 francs en 1937, pouvait atteindre un tarif de 72 800 francs selon la motorisation choisie. Comparée à la Talbot Cadette, la Baby présentait un empattement raccourci, au détriment d'un habitacle quelque peu exigu. Cette réduction dimensionnelle n'altérait en rien l'élégance de la ligne générale, le capot allongé permettant d'accueillir sans difficulté les volumineux six-cylindres en ligne. Extérieurement, il était ardu de différencier une Baby 15CV, 17CV ou 23CV lorsqu'elles étaient équipées de leur carrosserie standard. Toutefois, un examen attentif permettait de distinguer la 15CV, dotée de roues à disques percés, des modèles plus puissants qui, eux, arboraient des roues à rayons. Ces éléments étant facilement interchangeables, cette distinction n'était pas absolue.
Les châssis nus étaient proposés aux amateurs souhaitant doter leur véhicule d'une carrosserie unique. En 1937, les tarifs de ces châssis nus étaient fonction de la cylindrée, s'échelonnant de 42 120 à 58 030 francs.
Les autres carrosseries usuelles annoncées étaient des cabriolets à quatre ou deux places. Ces derniers, en 1937, s'avéraient sensiblement plus onéreux que les berlines à carrosserie métallique, affichant un supplément d'environ 6 000 francs pour les quatre places et une somme encore plus considérable, oscillant entre 72 700 et 83 610 francs, pour les cabriolets biplaces de 17 ou 23 CV. Il est à noter qu'à cette période, la 15 CV Baby ne figurait pas dans les catalogues comme pouvant être équipée d'une telle carrosserie.

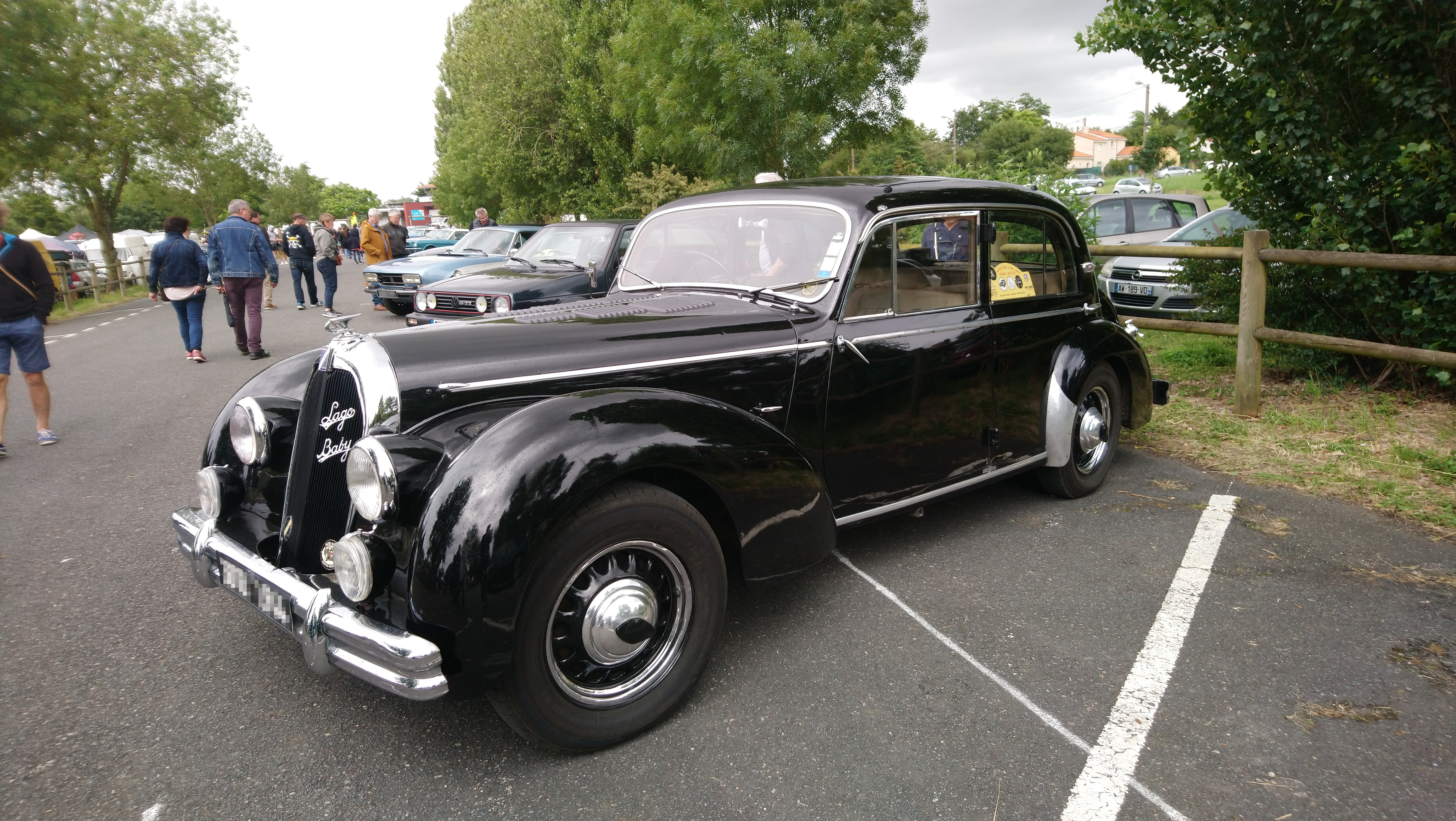
Talbot-Lago T15 LB 1950 avec carrosserie de berline standard à quatre portes en acier
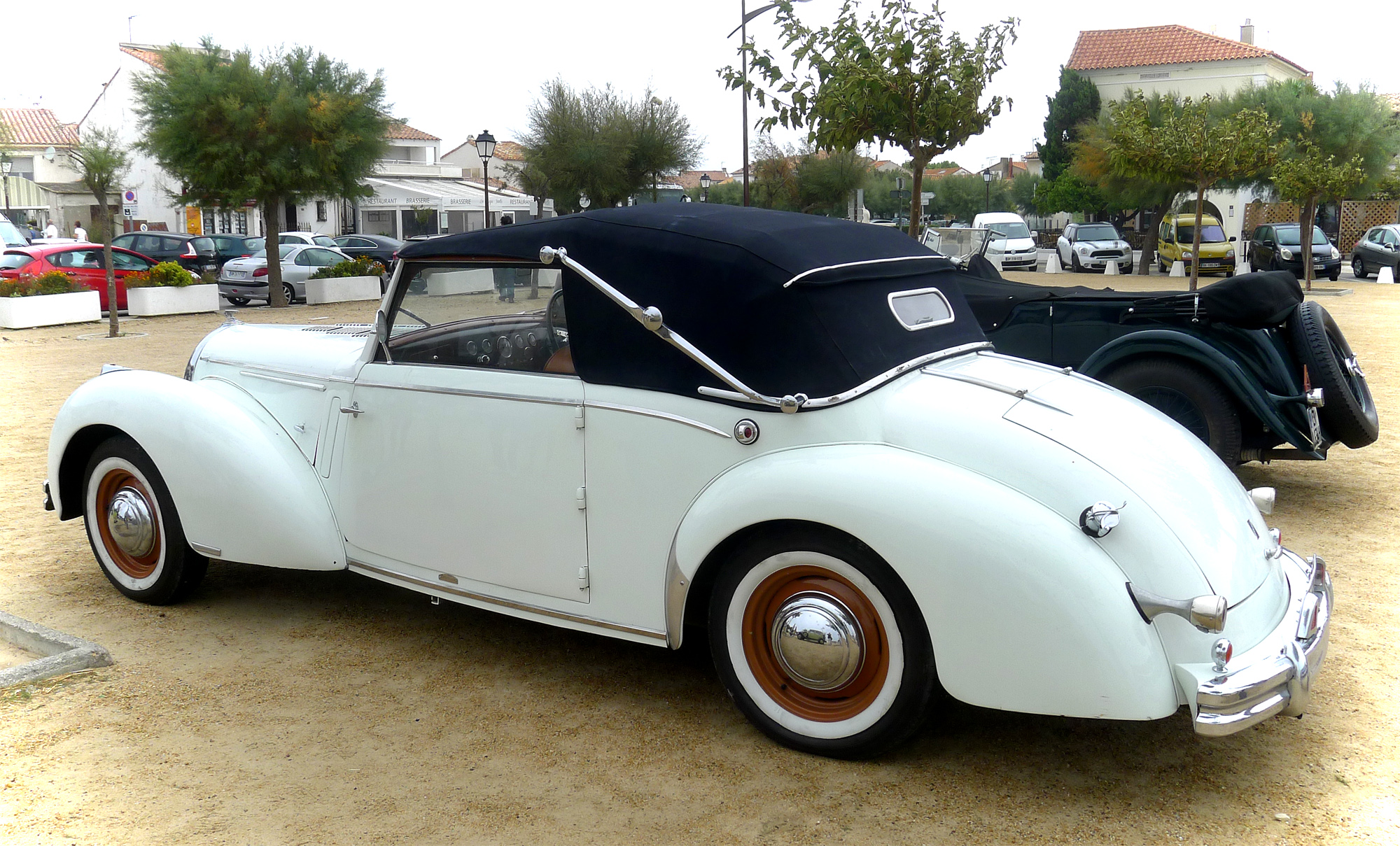
Cabriolet Talbot-Lago Baby T15 ; vue arrière
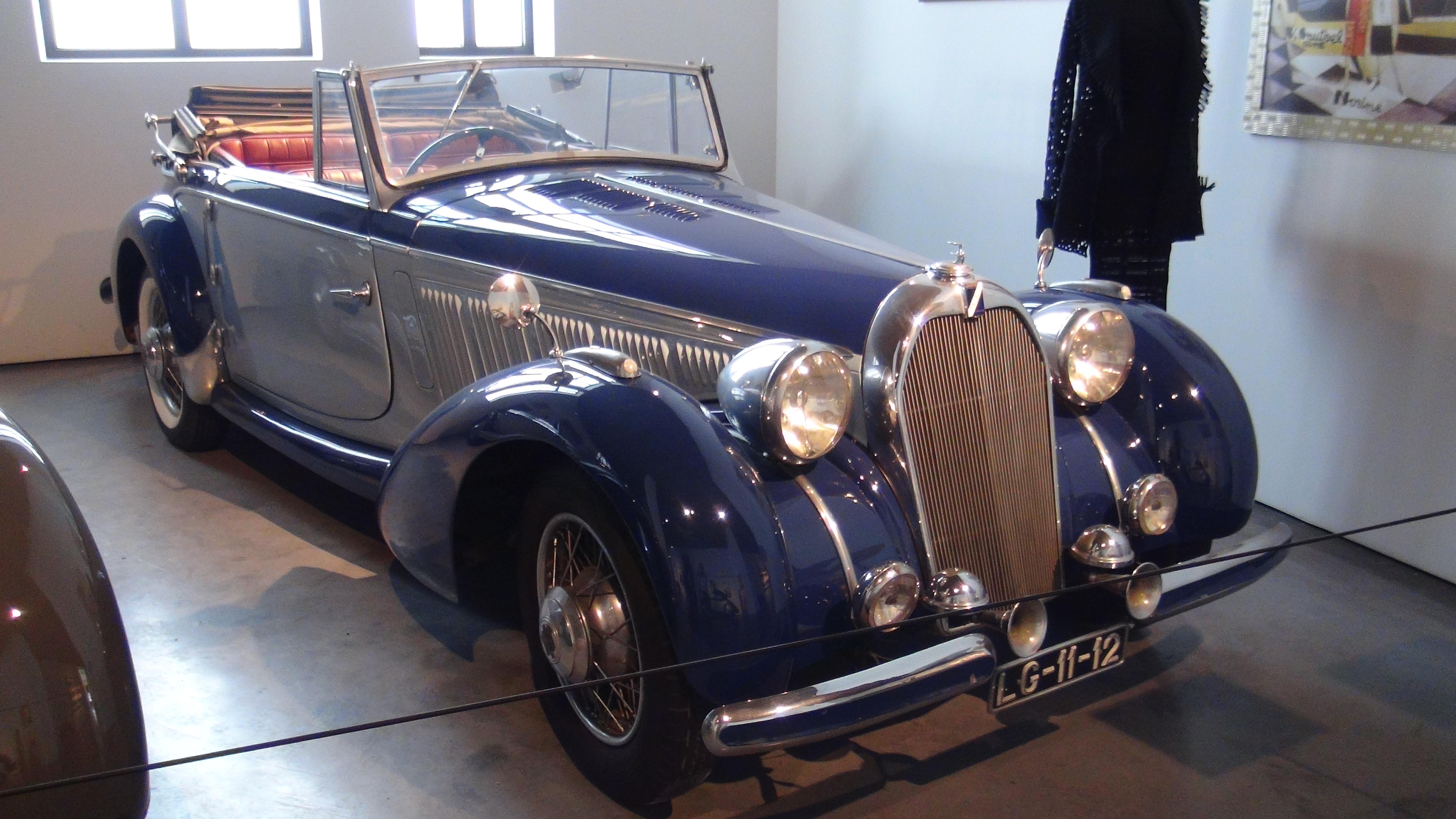
Cabriolet Talbot-Lago Baby T23 (1937)

## Dérivés sportifs

### Talbot Lago-Spécial
La Talbot Lago-Spécial se révélait, en réalité, être une déclinaison de la Talbot Baby 23CV, enrichie toutefois d’une culasse d'une technicité avant-gardiste. Les options de carrosserie demeuraient inchangées par rapport à son modèle parent, si ce n’est que la version standard, dotée d’une structure en acier et configurée en deux portes et quatre places, désignée « Coach », prenait désormais l’appellation de « Coach Grand Luxe ». Cette version s’illustrait par un prix public fixé, lors du Salon de l’automobile de Paris de 1937, à 103 480 francs, soit presque le double de celui affiché pour une combinaison identique de châssis et de carrosserie dans la Talbot Baby 15CV. L’appellation « Grand Luxe » soulignait vraisemblablement un raffinement accru dans l’équipement et les finitions du véhicule. En outre, la transmission de type « pré-sélecteur » Wilson, un dispositif d’une modernité certaine pour l’époque, était incluse de série, conférant à cette automobile un avantage technique notable. Cependant, il convient de souligner que l’attention générale, tant dans les cercles spécialisés que dans les supports publicitaires de l’époque, se focalisait principalement sur la motorisation.
Le modèle Spécial héritait du moteur de 3 996 cm³ (23 CV) du modèle Baby 23 CV, mais s’en distinguait par une innovation notable : la culasse, conçue en alliage métallique léger, incorporait des chambres de combustion hémisphériques disposées au-dessus des cylindres. Cette configuration permettait un montage des soupapes en une disposition en V resserré, bien que ces dernières fussent encore actionnées par un arbre à cames unique. Une bougie d’allumage se trouvait astucieusement positionnée au centre de chaque chambre de combustion, optimisant ainsi l’efficience de l’allumage. La puissance du moteur fut notablement accrue grâce à l’installation de deux carburateurs Zénith-Stromberg 42, conférant à l’ensemble une puissance annoncée de 140 ch (100 kW) et une vitesse de pointe de 160 km/h. Cette configuration fut perfectionnée en 1938 par l’adoption de trois carburateurs Zénith 32, dans le but explicite d’augmenter encore la puissance disponible, répondant ainsi aux exigences d’une clientèle en quête de performances accrues. L’élaboration sophistiquée de cette culasse ne se contentait pas de conférer au moteur un rendement exceptionnel ; elle préfigurait également des avancées mécaniques majeures. Ces développements trouvèrent leur apogée en 1946 avec la présentation de la Talbot Lago Record, qui se distingua par l’introduction d’une culasse à double arbre à cames en tête, héritière de cette architecture novatrice.

### Talbot Lago SS
Le Lago-SS partageait la technologie avancée de culasse du Lago-Spécial, bien qu'il fût pourvu d'un cylindre plus court, mesurant 2 650 mm de long, monté sur un châssis à empattement réduit. Il convient de noter qu'aucune "carrosserie standard" n'était proposée pour ce modèle, celui-ci étant produit par Talbot exclusivement sous forme de châssis nu. Les carrosseries, souvent d'une facture exquise, étaient fournies par des carrossiers renommés, parmi lesquels Figoni & Falaschi, qui se distinguaient par leur savoir-faire et leur créativité. En ce qui concerne l'alimentation en carburant, elle était en principe assurée par des carburateurs triples Zénith 32. Toutefois, des variantes de cette voiture furent également équipées de carburateurs Zénith 35 à plus grand diamètre, permettant ainsi une performance accrue. Lorsque cette configuration était adoptée, la voiture se voyait alors dotée d’une puissance maximale officiellement recensée de 200 chevaux (147 kW).

## Un nouveau modèle pour 1952
Bien que l'héritage Talbot soit incontestable, la Talbot-Lago Baby, qui fit sa première apparition en juin 1951, prête pour l'année modèle 1952, se distinguait notablement dans son objectif et sa conception des Talbot Baby des années 1930. Si peu de modèles de Baby des années 1950 furent effectivement produits, les véhicules présentés lors des Salons de l'automobile de Paris en 1951, 1952 et 1953, se caractérisaient par un empattement de 3 125 mm (123 pouces) et une nouvelle carrosserie de type Ponton. Cette carrosserie était partagée avec la Talbot-Lago Record restylée de 4 482 cm³ (26 CV), lancée simultanément. Toutefois, contrairement au moteur six cylindres du Record, la nouvelle Baby se contentait d’un moteur quatre cylindres de 2 690 cm³, développant une puissance de 110 chevaux (81 kW). Alors que le constructeur se trouvait dans une situation financière délicate, la Baby des années 1950 fut également proposée avec un moteur six cylindres de 2 693 cm³. Pourquoi un six cylindres pour une cylindrée identique ? Il est possible que cette version corresponde à la 23 CV. En termes de puissance fiscale, désignée souvent par les constructeurs automobiles traditionnels sous forme de dénominations alternatives, cela signifiait qu'en 1952, Talbot proposait à la fois une version 15 CV et une version 23 CV de la Talbot Baby.

À l'occasion du Salon de l'automobile d'octobre 1953, la Talbot Baby ne figurait plus aux catalogues du constructeur. Par la suite, un seul modèle 15 CV subsistait en stock, lequel fut cédé peu de temps après. 

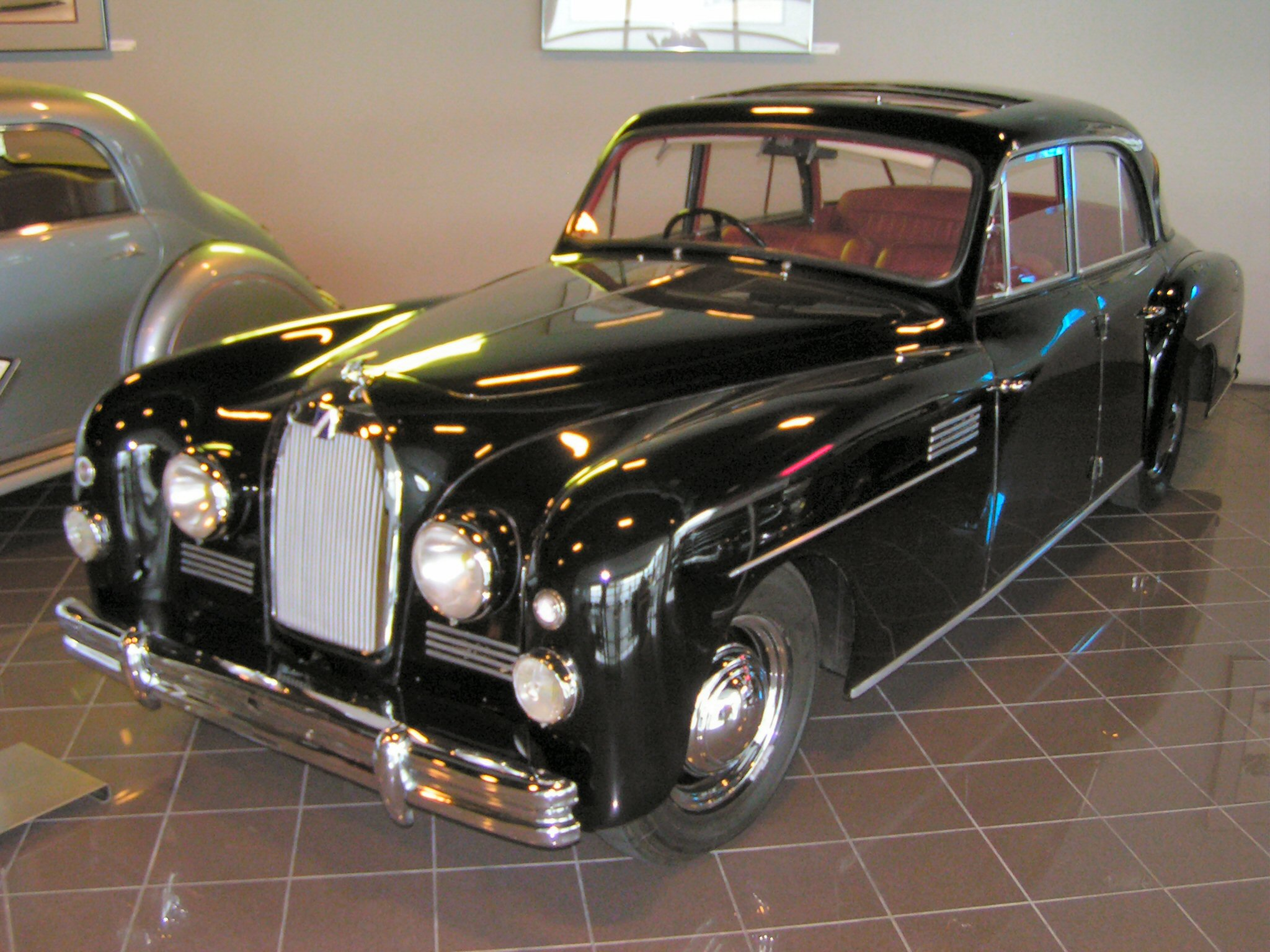
Le Talbot-Lago T15 QL6 à carrosserie ponton (1953)
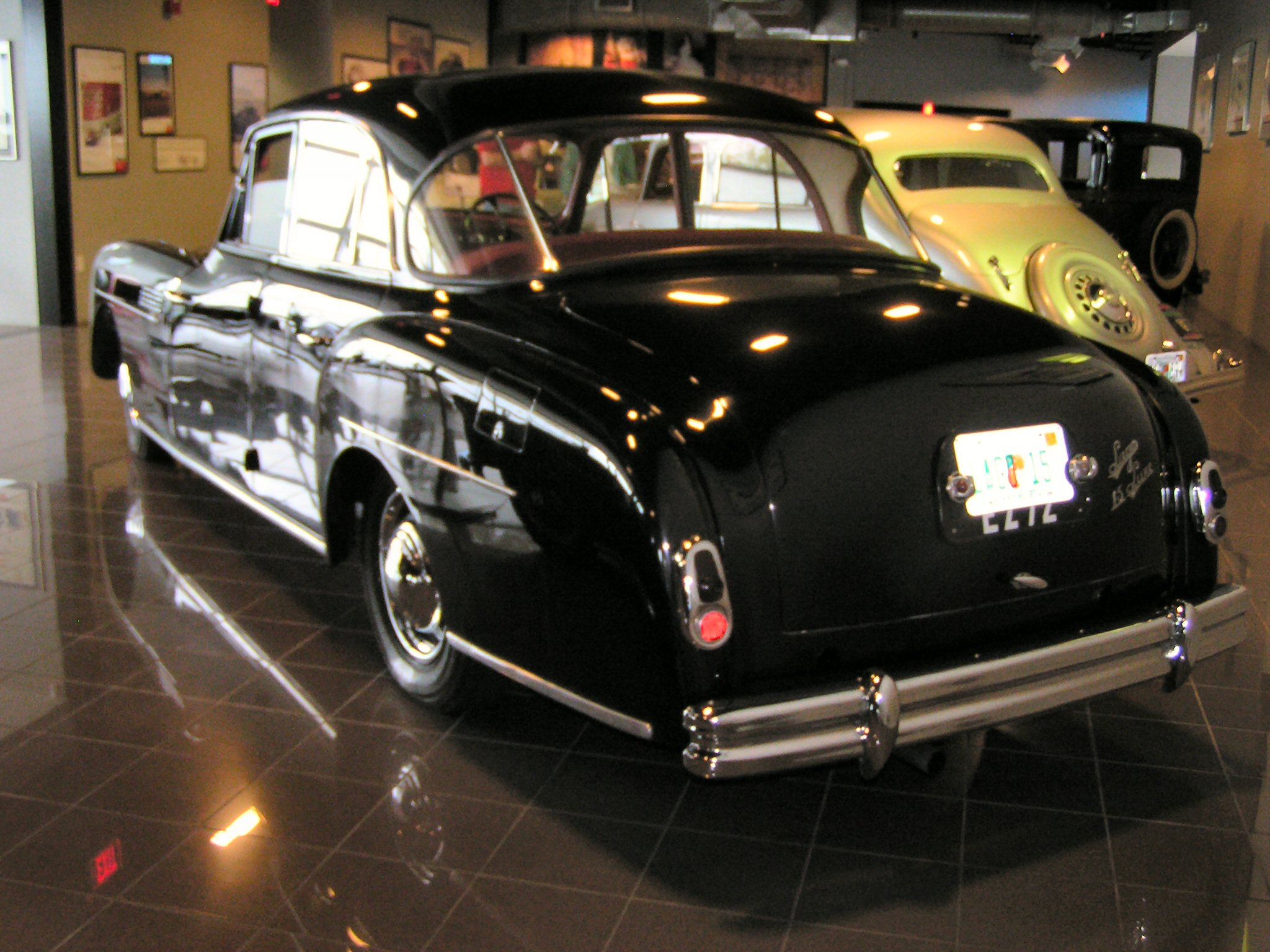
Vue arrière